# Anna Dundunaki
Anna Dundunaki (en griego: Άννα Ντουντουνάκη, también transliterado como Anna Ntountounaki; La Canea, 9 de septiembre de 1995) es una deportista griega que compite en natación, especialista en el estilo mariposa.
Ganó dos medallas en el Campeonato Europeo de Natación, en los años 2021 y 2024, y cinco medallas en el Campeonato Europeo de Natación en Piscina Corta entre los años 2019 y 2023.

## Palmarés internacional
| Campeonato Europeo                  | Campeonato Europeo    | Campeonato Europeo | Campeonato Europeo |
| Año                                 | Lugar                 | Medalla            | Prueba             |
| ----------------------------------- | --------------------- | ------------------ | ------------------ |
| 2021                                | Budapest (Hungría)    | Medalla de oro     | 100 m mariposa     |
| 2024                                | Belgrado (Serbia)     | Medalla de bronce  | 50 m mariposa      |
| Campeonato Europeo en Piscina Corta |                       |                    |                    |
| Año                                 | Lugar                 | Medalla            | Prueba             |
| 2019                                | Glasgow (Reino Unido) | Medalla de bronce  | 100 m mariposa     |
| 2021                                | Kazán (Rusia)         | Medalla de plata   | 100 m mariposa     |
| 2021                                | Kazán (Rusia)         | Medalla de bronce  | 50 m mariposa      |
| 2023                                | Otopeni (Rumania)     | Medalla de oro     | 50 m mariposa      |
| 2023                                | Otopeni (Rumania)     | Medalla de bronce  | 100 m mariposa     |